# Cadophora heteroderae
Cadophora heteroderae är en svampart som beskrevs av J.F.H. Beyma 1937. Cadophora heteroderae ingår i släktet Cadophora, ordningen disksvampar, klassen Leotiomycetes, divisionen sporsäcksvampar och riket svampar.   Inga underarter finns listade i Catalogue of Life.